# Fossillagerstätte Rădmănești
Die Fossillagerstätte Rădmănești (rumänisch: Locul fosilifer Rădmănești) ist ein Naturschutzgebiet der IUCN-Kategorie-IV auf dem Areal der Gemeinde Bara im Kreis Timiș, Banat, Rumänien.

## Beschreibung
Die Fossillagerstätte Rădmănești ist ein paläontologisches Naturschutzgebiet aus dem Tertiär auf dem Areal des Dorfes Rădmănești, in der Gemeinde Bara. Sie wurde durch das Gesetz Nummer 5 vom 6. März 2000 zum Naturschutzgebiet von nationaler Bedeutung erklärt.
Die Fossillagerstätte Rădmănești, die sich über eine Fläche von vier Hektar erstreckt, ist ein Naturschutzgebiet der IUCN-Kategorie IV, im äußersten Norden des Kreises Timiș, an der Grenze zum Kreis Arad, in elf Kilometer Entfernung von Lugoj, am oberen Lauf des Flusses Miniș.
In dem Sedimentgestein des Flusslaufs wurden bedeutende Ablagerungen von Fossilien von Weichtieren (Muscheln und Schnecken) aus dem Tertiär nachgewiesen. 
Es wurden 121 fossile Weichtierarten identifiziert, wie etwa:
Synanodonta brandenburgi, Unio procumbens, Uniobielzi, Lymnocardium secans, Lymnocardium scabriusculum, Lymnocardium decorum, Lymnocardium vicinum, Lymnocardium banaticum, Lymnocardium penslii, Lymnocardium apertum, Phyllocardium complanatum, Plagiodacna auingeri, Oseudodactillus simplex, Dreissenomya schroeckingeri, Dreissenomya arcuata, Dreissenomya simplex, Congeria radmanesti, Congeria turgida, Congeria simulans, Congeria brandenburgi, Congeria babatonica cavernosa, Theodoxus radmanesti, Theodoxus crescens, Pyrgula archimedis, Pyrgula incissa, Radix paucispira, Gyraulus varians, Gyraulus micromphalus.